# 몸파티 메라페

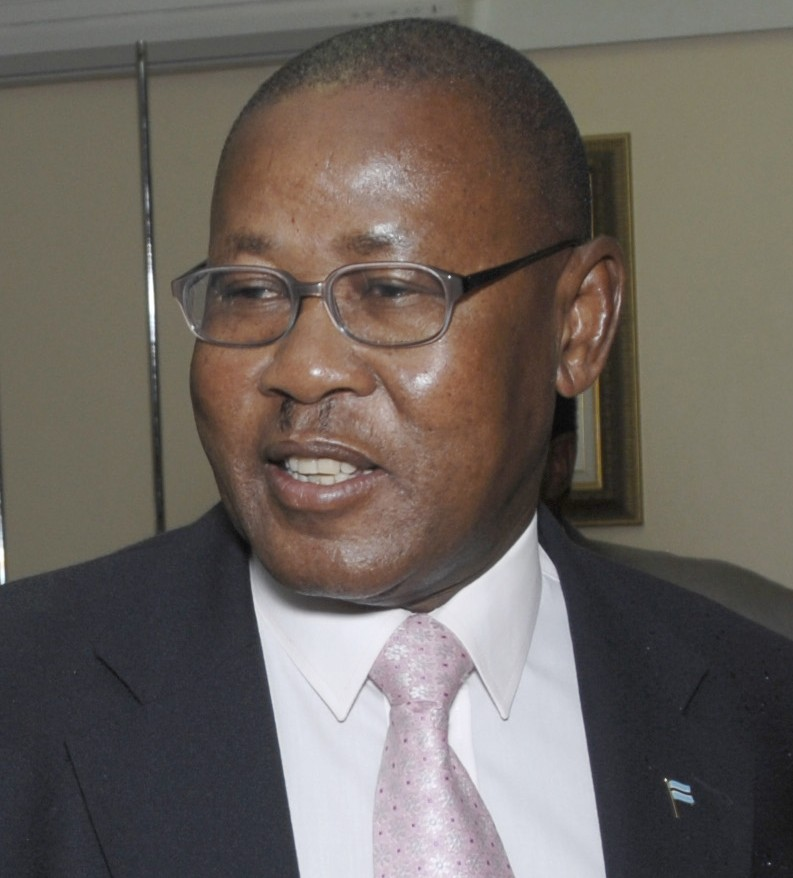
몸파티 메라페

몸파티 메라페(Mompati Sebogodi Merafhe, 1936년 6월 6일 ~ 2015년 1월 7일)는 보츠와나의 정치인이자 은퇴한 장군이다. 1994년부터 2008년까지 외교부 장관, 2008년부터 2012년까지 부통령을 지냈다.